# Richard Felton Outcault
Richard Felton Outcault (Lancaster, Ohio, 14 de Janeiro de 1863 – Flushing, Nova York, 25 de Setembro de 1928) foi um autor e ilustrador de tiras de quadrinhos norte-americano, em especial, as séries The Yellow Kid e Buster Brown. É considerado o inventor da tira em quadrinhos moderna.

## Biografia

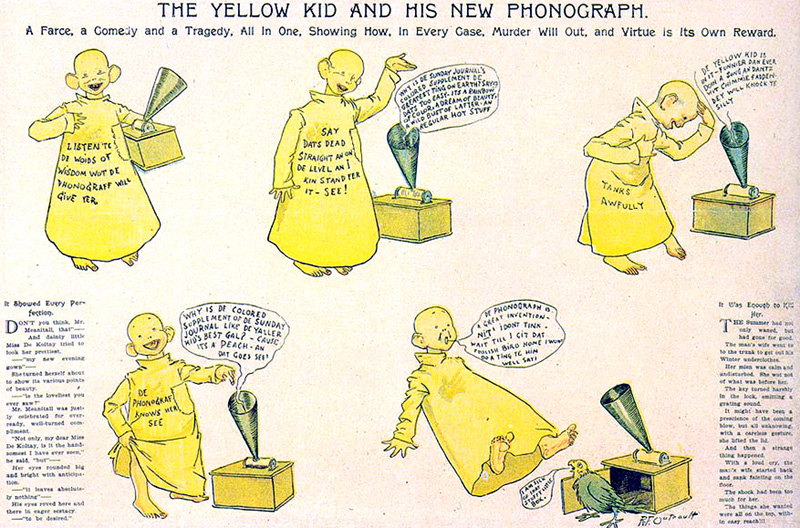
The Yellow Kid

Outcault começou sua carreira como desenhista técnico de Thomas Edison e como arte-finalista de humorísticos nas revistas Judge e Life. Ele logo se juntou à New York World, que passou a usar as tiras de Outcault para um suplemento em cores experimental que usava um único cartum em um painel na capa chamado "Hogan's Alley", que estreou em 5 de maio de 1895.
Em outubro de 1896, Outcault desertou para o New York Journal gerando um processo que resultou na posse pela New York World do título "Hogan's Alley".
No Journal, Outcault passou a experimentar com o uso de múltiplos painéis e balões de diálogo. Embora não tenha sido o primeiro a usar ambas as técnicas, foi ele quem criou o padrão pelos quais os quadrinhos seriam medidos.